# Abdera (kolonia fenicka)
Abdera (Abra) – starożytne miasto, kolonia fenicka, znajdująca się na południowym wybrzeżu Półwyspu Iberyjskiego. Abdera słynęła w czasach rzymskich z połowu tuńczyka.